# 陳斐娟
陳斐娟（1966年7月2日－），是台灣媒體人，財經線記者出身，曾任台視主持人、年代新聞台主持人、三立新聞台政論節目《54新觀點》主持人、東森財經新聞台《這！不是新聞》主持人。曾任東風衛視、JET綜合台《大尋寶家》主持人、現任三立iNEWS台長、《世界面對面》主持人、《娟我什麼事》主持人。現任 地心引力股份有限公司 總經理

## 學歷
- 臺北市立中山女中
- 輔仁大學法律系
- 國立政治大學工商管理碩士（EMBA）

## 經歷
- 台視主持人
- 年代新聞台主持人
- 東森財經新聞台《夢想街57號》主持人
- 東風衛視、JET綜合台《大尋寶家》主持人
- 三立新聞台《54新觀點》主持人
- 東森財經新聞台《這！不是新聞》主持人
- 三立iNEWS台長 （2022年12月1日～2024年8月31日）
- 三立iNEWS《關我什麼事》主持人
- 三立iNEWS《世界面對面》節目編審、主持人
- 地心引力股份有限公司 總經理（2025年7月1日～至今）[4]

### 政治參與
陳斐娟在2016年中華民國立法委員選舉中打算代表民主進步黨投入台北市中正北松山立委選舉 ，並將透過民調與潘建志和社會民主黨參選人李晏榕進行整合 。但是她認為自己是民進黨主席蔡英文欽點人馬，應獲民進黨徵召，而且民調進行影響現在工作，不接受潘建志的提議，協調破局 。2015年10月2日，因為與潘建志協調不成，陳斐娟決定不選立委，並希望繼續在媒體監督兩大黨、針砭時事、推動社會進步。

## 爭議

### 柯文哲不明財產爭議
- 2018年5月25日，三立電視54新觀點主持人陳斐娟、來賓曾勁元律師指控宣稱臺北市長柯文哲在2015年3月向監察院申報財產，多了新臺幣2000萬元來源不明財產。

- 2018年6月4日，柯文哲妻子陳佩琪，日前在三立新聞臉書粉專發文表示，5月25日播出的《54新觀點》節目，有某來賓宣稱柯文哲是不實指控，揚言若得不到回應將提告。陳佩琪委請律師向發出律師函，要求7日內登報道歉，且三立須捐出新台幣200萬元、陳斐娟及曾勁元分別捐出150萬，否則將採取法律行動。[11]

## 作品節選

### 節目主持
| 時間                         | 頻道                | 節目             | 備註             |
|                              | 台視                |                  | 主持人           |
|                              | 年代新聞台          |                  | 主持人           |
|                              | 東森財經新聞台      | 《夢想街57號》   | 主持人           |
|                              | 東風衛視、JET綜合台 | 《大尋寶家》     | 主持人           |
| 2013年2月18日~2019年2月27日  | 三立新聞台          | 《54新觀點》     | 主持人           |
| 2019年5月27日～2022年8月31日 | 東森財經新聞台      | 《這！不是新聞》 | 主持人           |
| 2023年1月4日~至今            | 三立iNEWS           | 《關我什麼事》   | 主持人           |
| 2023年5月27日～至今          | 三立iNEWS           | 《世界面對面》   | 節目編審、主持人 |

### 出版著作
| 年份   | 書名                                                                       | 作者   | 出版社   | ISBN               |
| 2014年 | 《膽小存錢，不如勇敢賺錢：財經名主持人阿娟的私房理財術，教你投資穩穩賺！》 | 陳斐娟 | 平安文化 | ISBN 9789578039223 |

## 個人生活
陳斐娟的妹妹陳曉宜曾任《自由時報》記者、《自由時報》撰述委員、台灣新聞記者協會會長，陳家與曾任肝病防治學術基金會董事長的台大醫院醫師許金川交情匪淺，陳斐娟出書《膽小存錢，不如勇敢賺錢》時許金川為其寫序；而且許金川是台大醫院醫師柯文哲的恩師之一，2014年柯文哲當選台北市市長後，於新竹高中舉辦的感恩茶會主持人正是陳斐娟。

## 外部連結
- 阿娟的FreeStyle - 主持人陳斐娟的Facebook專頁